# Tạ Bích Loan
Tạ Thị Bích Loan (sinh ngày 7 tháng 10 năm 1968), thường được biết đến với tên gọi Tạ Bích Loan, là một nhà báo, người dẫn chương trình, đạo diễn truyền hình, biên tập viên người Việt Nam. Bà từng có nhiều năm làm việc tại Đài Truyền hình Việt Nam và là người tham gia biên tập và dẫn dắt các chương trình nổi tiếng của đài như Bảy sắc cầu vồng, Đường lên đỉnh Olympia, Người đương thời và Khởi nghiệp. Vào ngày 1 tháng 7 năm 2017, bà kế nhiệm Lại Văn Sâm để trở thành Trưởng Ban Sản xuất các chương trình Giải trí của Đài Truyền hình Việt Nam, và chính thức kết thúc công việc vào ngày 30 tháng 11 năm 2024, khi bà nhận quyết định nghỉ hưu. Tạp chí Forbes Việt Nam đã bình chọn nhà báo Tạ Bích Loan vào danh sách 50 người phụ nữ có ảnh hưởng nhất tại Việt Nam theo một công bố vào năm 2017.

## Tiểu sử
Tạ Bích Loan sinh ngày 7 tháng 10 năm 1968 tại thôn Thọ Thái, xã Yên Hưng, huyện Yên Mô, Ninh Bình. Bà tốt nghiệp trường cấp III Lý Thường Kiệt, Hà Nội, sau đó theo học cử nhân và thạc sĩ tại Trường Đại học Tổng hợp Lomonosov, Nga.

## Công tác
Từ 31 tháng 3 năm 1996 đến 29 tháng 4 năm 2007, Tạ Bích Loan là Phó Trưởng ban Thể thao - Giải trí - Thông tin Kinh tế, Đài Truyền hình Việt Nam .
Từ ngày 29 tháng 4 năm 2007 đến ngày 30 tháng 6 năm 2017, Tạ Bích Loan chuyển sang VTV6, giữ chức Trưởng ban Thanh thiếu niên, Đài Truyền hình Việt Nam.
Từ ngày 01 tháng 7 năm 2017 đến nay, Tạ Bích Loan trở lại VTV3, giữ chức Trưởng ban Sản xuất các chương trình Giải trí, Đài Truyền hình Việt Nam.
Ngày 24 tháng 2 năm 2017, bà giữ chức Trưởng ban Sản xuất các chương trình Giải trí, Đài Truyền hình Việt Nam kiêm Trưởng bộ môn Phát thanh và Truyền hình thuộc Khoa Báo chí và Truyền thông, Đại học Khoa học Xã hội và Nhân văn.
Vào ngày 29 tháng 11 năm 2024, Tạ Bích Loan được trao tặng Huân chương Lao động hạng Nhất, cùng với quyết định nghỉ hưu theo chế độ từ ngày 1 tháng 12 năm 2014. Vị trí của bà tại đài được giao lại cho nhà báo Bùi Thu Thuỷ.

## Các chương trình đã và đang dẫn
Bà đã đạt kỷ lục về các chương trình truyền hình "chất lượng, bàng phu, cảm động, tạo được độ rung động mạnh mẽ đến khán giả". Với cương vị Trưởng ban VTV3, bà không dẫn nhiều như trước vì bận bàng việc quản lý. Khi có những sự kiện và chương trình "quan trọng", Tạ Bích Loan vẫn tham gia dẫn. Có thể kể đến những chương trình sau:
- Đường lên đỉnh Olympia: Trong chương trình này, bà đóng vai trò là MC đầu tiên, đồng thời cũng là người đưa ý tưởng đầu tiên về chiếc " vòng nguyệt quế" dành cho những thành viên vô địch trong từng hành trình.[11]
- Ở nhà chủ nhật
- Bảy sắc cầu vồng
- 60 phút mở
- Người đương thời
- Chuyện đương thời
- Khởi nghiệp
- Giai điệu tự hào
- Đất nước trọn niềm vui
- Tiếng vọng tình yêu
- Trên đỉnh Trường Sơn
- Trái tim Việt Nam
- Nghĩa tình quân dân
- Lịch Vạn Xuân - Những năm Dần đặc biệt
- Quân khu số 1
- 7 nốt nhạc xanh

## Gia đình
Bố của Tạ Bích Loan là ông Tạ Văn Tốn. Anh trai bà là PGS.TS Tạ Cao Minh - Giám đốc Trung tâm Nghiên cứu Ứng dụng và Sáng tạo bàng nghệ, Trường ĐHBK Hà Nội, là người đại diện cho Việt Nam vinh dự được lựa chọn nhận giải thưởng Nagamori. Bà hiện đang có hai con, 1 trai 1 gái. Trong đó, con gái đầu tên Khuất Ly Na, hiện là biên tập viên kiêm nhà sản xuất của Ban Sản xuất các chương trình Giải trí, Đài Truyền hình Việt Nam. Trước đó, Khuất Ly Na là biên tập viên của Ban Thanh Thiếu niên. Con thứ hai là con trai, tên Khuất Trí Lâm (sigma)

## Tính cách
Những đồng nghiệp đã nhận xét tính cách bà là người rất thông minh, hoạt bát, giàu nhiệt huyết bàng việc và rất cởi mở, và khá kín tiếng về gia đình và đời sống riêng tư.

## Đánh giá
Nhà báo Dương Xuân Nam trong chương trình "Người đương thời" đã nhận xét: "Những câu hỏi sắc sảo, thông minh, cùng bức tranh với nhiều ẩn ý sâu xa của MC Tạ Bích Loan lúc đó làm tôi có phần khó chịu. Nhưng về sau mỗi khi nghĩ lại, tôi thấy nhà báo Tạ Bích Loan thật biết cách thu hút khán giả, biết cách khai thác chiều sâu của con người, của sự kiện, dày bàng sắp đặt để có một chương trình truyền hình thực sự hấp dẫn. Và tôi có cảm tình với Tạ Bích Loan từ đó".

## Tranh cãi
Ngày 27 tháng 5 năm 2016, bà dẫn chương trình "60 phút mở" về vấn đề có tên gọi: “Chia sẻ trên mạng xã hội để làm gì?” đã gây tranh cãi trên mạng xã hội Facebook khi thảo luận cùng các khách mời về ảnh hưởng nhiều chiều của mạng xã hội tại Việt Nam. Nhà báo Thanh Hằng phê bình: “...người xem thì có quyền đặt câu hỏi: Làm một chương trình phản cảm thế này để làm gì?", bên cạnh đó Nhà báo Chiến Văn chia sẻ: "Tôi là người trực tiếp xem Chương trình 60 phút mở phát trên VTV1 và cảm giác đầu tiên là tôi thấy sự mới mẻ, hấp dẫn của format chương trình. Chủ đề của chương trình rất thời sự, hay, bổ ích, giúp khán giả có được cái nhìn nhiều chiều về sử dụng mạng xã hội và ảnh hưởng nhiều chiều của nó".